# Lachen (Germania)
Lachen è un comune tedesco di 1 411 abitanti, situato nel land della Baviera.